# A hírvivő
A hírvivő az Edda Művek 2021. december második felében megjelent, új dalokat tartalmazó albuma. 
Alapi István nevéhez hét, míg Gömöryéhez öt dal köthető az új anyagon.
Minden bizonnyal ezen albumon játszott utoljára Hetényi Zoltán dobos, aki egészségügyi problémái miatt 2022-ben távozott a zenekarból.

## Dalok
1. A hírvivő
2. Újra együtt
3. Nem vagy egyedül
4. Magyarnak születni
5. Akármit kérhetsz
6. Mondd, mi legyen!
7. 21 gramm
8. Kétségből az egységbe
9. Amikor a holnap
10. Kitörni
11. Egyik lábam a másik után
12. Magyarok

## A zenekar
- Alapi István – szólógitár, vokál
- Gömöry Zsolt – billentyűs hangszerek, vokál
- Hetényi Zoltán – dob, ütőhangszerek
- Kicska László – basszusgitár
- Pataky Attila – szövegek, ének, vokál

Közreműködik:
- Pataky Gergely – ének